# Alonso Solís
Alonso Jorge Solís Calderón (San José, 14 ottobre 1978) è un ex calciatore costaricano, di ruolo centrocampista.

## Carriera

### Club
Debuttò col Saprissa nella stagione 1995-1996 e in Costa Rica ha vestito solo la casacca tibaseña. Solís è anche stato un membro del "Monstruo Morado" che ha guadagnato un terzo posto finale alla Coppa del Mondo per Club FIFA 2005 in Giappone dopo la vittoria della CONCACAF Champions' Cup 2005.
Nel 2008 ha militato nel Necaxa, il secondo tico a militare in questa squadra, (dopo Hernán Medford che vi giocò tra il 2000 ed il 2001), in cui arrivò per sostituire l'infortunato Walter Gaitán nel Clausura 2008, è il quarto club straniero nel quale il Mariachi provi fortuna. L'aveva già fatto con l'Universidad Católica del Cile, l'OFI Creta della Grecia ed il Brann della Norvegia.
Dopo essere rientrato al Deportivo Saprissa, trascorrendovi altri 4 anni, il 17 luglio 2012 aveva annunciato il suo ritiro, salvo poi ritornare a giocare nell'agosto 2013 per la formazione giovanile della squadra costaricana nella duplice veste di calciatore ed assistente tecnico. Dopo un ulteriore eclissamento (avvenuto nel 2014), nel giugno 2015 rientrò nuovamente in azione, questa volta nelle file del Puntarenas Fútbol Club e di nuovo come calciatore-assistente tecnico. Una volta terminata tale esperienza, nel febbraio 2016 è divenuto un presentatore televisivo.

### Nazionale
Solís è anche un membro della squadra Nazionale della Costa Rica con la quale partecipò a diverse gare di qualificazione per il Mondiale di Corea-Giappone 2002 e di Germania 2006, è stato inoltre selezionato per la Gold Cup 2007.
Vestì anche la maglia della Selezione Nazionale Giovanile per il Mondiale Under 17 dell'Ecuador nel 1995, e per il Mondiale Under 20 in Malaysia nel 1997.